# Estación Smith
Smith era una estación ferroviaria ubicada en la localidad del mismo nombre, en el partido de Carlos Casares, provincia de Buenos Aires, Argentina.

## Historia
Fue inaugurada en 1911 por la Compañía General de Ferrocarriles en la Provincia de Buenos Aires. Sus servicios cesaron en 1961 a causa del Plan Larkin.